# Guale (peuple)
Les Guales sont une chefferie amérindienne historique, appartenant à la culture du Mississippi. Elle est située au long de la côte de la Géorgie actuelle et des Sea Islands. La Floride espagnole établit son système missionnaire catholique dans la chefferie à la fin du XVIe siècle.
À la fin du XVIIe siècle et au début du XVIIIe siècle, la société Guale est anéantie par des épidémies de nouvelles maladies infectieuses et des attaques d'autres tribus. Certains des survivants migrent vers les zones de mission de la Floride espagnole, d'autres restent près de la côte de Géorgie. Rejoignant d'autres survivants, ils sont appelés Yamasee, groupe ethniquement mixte qui émerge dans un processus d'ethnogenèse.
Le terme «Guale» est peut-être à l'origine du nom du peuple Gullah, groupe ethnique afro-américain distinct qui émerge et se concentre dans la  région où vivaient les Guale. Le nom alternatif de Gullah, Gullah Geechee, est aussi relié à la rivière Ogeechee, dans le territoire des Guale. D'autres chercheurs lui attribuent des origines africaines.

## Langue
Les chercheurs ne sont pas parvenus à un consensus sur la classification de la langue Guale. La classification du Guale comme langue muskogéenne est remises en question par l'historien William C. Sturtevant. Il montre que le vocabulaire noté, décrit comme du guale, est en réalité du Creek, langue muskogéenne historique distincte . D'après des références historiques, le frère jésuite Domingo Agustín Váez note la grammaire Guale en 1569, mais les documents n'ont pas été trouvés. On pense que le Guale était un groupe culturel du Mississippi.

## Histoire

### Préhistoire
Les études archéologiques indiquent que les précurseurs des Guale historiquement connus vivaient le long de la côte de Géorgie et des Sea Islands, à partir de 1150 EC. La préhistoire des Guale compte la phase Savannah (1150 à 1300 apr. J.-C.) et la phase Irène (1300 à 1600 environ). Les ancêtres préhistoriques des Guale partagent de nombreuses caractéristiques avec les voisins de la région. Cependant, ils laissent des caractéristiques archéologiques uniques qui distinguaient le peuple "proto-Guale" des autres groupes.
Le peuple préhistorique est organisé en chefferies. Il construit des terrassements nécessitant le travail organisé de nombreuses personnes et utilisant des connaissances hautement spécialisées en sols et en ingénierie, des buttes de type mississippien à des fins rituelles, religieuses et funéraires.

### Contact européen
Les explorateurs français sous Jean Ribault rencontrent les Guale, qu'ils appellent les Oade  d'après leur chef, lors de leur voyage vers la côte atlantique de l'Amérique du Nord en 1562. Les Guale entretiennent de bonnes relations avec la colonie française éphémère connue sous le nom de Charlesfort à Parris Island dans l'actuelle Caroline du Sud.
Plus tard, lorsque les Espagnols s’établissent à St. Augustine en Floride espagnole, ils rencontrent également les Guale. Rapidement, ils tentent de les intégrer à leur système de mission : le territoire des Guale devient l'une des quatre principales provinces missionnaires de la Floride espagnole, avec les provinces de Timucua, Mocama et Apalachee, nommées d'après les peuples qui y résident.
Les limites de la province de Guale espagnole correspondent au territoire du peuple, au long de la côte atlantique et des Sea Island, au nord de la rivière Altamaha et au sud du fleuve Savannah. Il comprend notamment les îles Sapelo, St. Catherine's, Ossabaw, Wassaw et Tybee. Au milieu du XVIIe siècle, les Espagnols établissent six missions catholiques sur le territoire des Guale. Leurs plus grandes colonies se trouvent probablement sur l'île Sainte-Catherine.
Guale est la moins stable des quatre principales provinces de mission. La première rébellion de Guale, souvent baptisée révolte de Juanillo, commence le 4 octobre 1597. Au cours de la révolte, cinq franciscains ont été assassinés: Pedro de Corpa, Blas de Rodríguez, Miguel de Añón, Antonio de Badajoz et Francisco de Veráscola, qui sont considérés comme des martyrs par l'Église catholique. En 1645, les Guale se rebellent à nouveau, ayant failli se défaire de la colonie. Ils maintiennent un commerce clandestin avec des corsaires français, ce qui leur fournit d'autres sources de marchandises.

### Fusionnement avec La Tama et Yamasee
Les Indiens du sud-est américain sont attirés par les provinces de la mission espagnole pour leur commerce de produits manufacturés européens. Divers Indiens hors des Guale s'installent chez des Guale, ou à proximité, au cours du XVIIe siècle. La plupart venaient d'une province indienne du centre-nord de la Géorgie appelée La Tama par les Espagnols. Dans les années 1660, la tribu Westo, bien armée, attaque La Tama et les régions voisines, les dispersant dans plusieurs directions. Certains migrent vers les villes inférieures de la rivière Chattahoochee, Coweta et Cussita, les provinces de la mission Apalachee et la province de Guale. La Tama parle un dialecte d' Hitchiti, langue muskéenne, comme le Coweta, le Cussita et l' Apalachicola. La langue guale pourrait leur être liée. 
En 1675, les Espagnols utilisèrent pour la première fois le terme Yamasee pour désigner les nouveaux  réfugiés. Ils les pensaient similaires aux La Tama. Dans la province de Guale, certains Yamasee rejoignent les missions existantes, d'autres s'installent en périphérie.

### Destruction et dispersion
Entre 1675 et 1684, la tribu Westo, soutenue par la province coloniale britannique de Caroline et la colonie et dominion de Virginie, détruit le système de mission espagnol à Guale. Les attaques de pirates, soutenues par les Anglais, contribuent à la rupture des missions. En 1680, ils saccagent la Mission Santa Catalina de Guale. En 1684, Espagnols et Indiens ont abandonné les six missions.
Les La Tama, Yamasee, Guale et autres réfugiés se dispersèrent dans le sud-est. Certains déménagent dans de nouvelles missions en Floride espagnole, mais la plupart rejettent l'autorité espagnole. Ils estiment que l'Espagne n'est pas en mesure de les protéger et ne leur a pas fourni d'armes à feu. Les Indiens de la province de Guale se déplacent principalement vers les régions d'Apalachee ou d'Apalachicola. 

### Emergence des Yamasee
Vers 1684, ou avant, un petit groupe de réfugiés de Yamasee-Guale, dirigé par le chef Altamaha, se déplace vers le nord jusqu'à l'embouchure du fleuve Savannah. La même année, une colonie écossaise nommée Stuarts Town est fondée en Caroline du Sud sur Port Royal Sound près du fleuve Savannah. La ville de Stuarts n'existe qu'environ deux ans, mais Ecossais et Yamasee-Guale développent un lien fort.
À la fin de 1684, munis d'armes à feu écossaises, ces Indiens attaquent la province de Timucua, dévastant la mission Santa Catalina de Afuyca. Ils rentrent à Stuarts Town avec 22 captifs, vendus comme esclaves. Au cours des deux années suivantes, des succès similaires des Yamasee-Guale alliés à la ville de Stuarts ont lieu dans toute la région. La population des Indiens «Yamasee» près de Port Royal Sound augmente rapidement. Bien que les Indiens soient devenus collectivement connus sous le nom de «Yamasee», les Guale forment encore une partie importante de la population. 
Les forces espagnoles détruisent Stuarts Town. Dans l'ancienne province  Guale, ils résistent aux contre-attaques de la Caroline du Sud. Néanmoins, l'alliance entre les Yamasee et la Caroline du Sud coloniale se renforce en réaction. Les "Yamasee" qui migrèrent en 1685 vers la région de Port Royal reconstituent l'ancienne chefferie de La Tama. Des Guale et Indiens de souche muskogéenne en font partie.
Les villes des Yamasee  sont décrites par les Anglais comme Haut Yamasee et Bas Yamasee. Il s'agit d'un peuple multi-ethnique : les villes basses sont peuplées principalement d'Indiens La Tama et comprenaient les Altamaha (d'après le chef qui y vivait), les Ocute et les Chechesee (Ichisi). Les Yamasee vivent en Caroline du Sud jusqu'à leur défaite, lors de la guerre de Yamasee de 1715. Les survivants se dispersent alors, et leur régime politique s'effondre.
Les Guale habitent majoritairement les villes hautes, comme Pocotaligo, Pocosabo et Huspah, avec d'autres ethnies. Les villes hautes de Tulafina, Sadketche (Salkehatchie) et Tomatley sont habitées par les Guale et les La Tama ; ces derniers se seraient christianisés et auraient recherché les Guale également missionnés. 
En 1702, lorsque les forces britanniques de Caroline du Sud envahissent la Floride espagnole, elles détruisent les quelques «missions de réfugiés» à Guale. En 1733, les Guale étaient trop peu nombreux  pour résister à  James Oglethorpe qui fonda la colonie anglaise de la province de Géorgie. 
Une province missionnaire similaire appelée Mocama (du nom d'une chefferie du Timucuan) est située au sud de Guale, sur la côte entre la rivière Altamaha et le fleuve St. Johns en Floride.